# Floculation

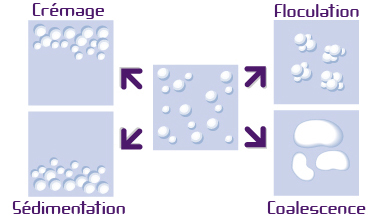
Mécanismes principaux de déstabilisation d'une dispersion liquide.

La floculation est le processus physico-chimique au cours duquel des matières en suspension dans un liquide s'agglomèrent pour former des particules plus grosses, généralement très poreuses, nommées flocs. Les flocs sédimentent généralement beaucoup plus rapidement que les particules primaires dont ils sont formés.
La floculation peut avoir lieu naturellement ou peut être accélérée par l'ajout d'un floculant comme l'acrylamide par exemple.

## Mécanisme de la floculation

### Floculation cationique
La plupart des matières en suspension et en particulier les argiles portent des charges négatives : les particules argileuses devraient tomber mais l'effet de gravité reste négligeable par rapport à l'agitation thermique, la poussée d'Archimède et le fait que ces particules négatives se repoussent mutuellement (d'où une vitesse de chute de l'ordre de 0,33 m/h, insuffisante, les particules restant en suspension). Lorsque des cations neutralisent ces particules négatives, ils se lient en partie aux particules argileuses, ce qui a pour effet qu'elles se rapprochent entre elles, formant des flocs de plus en plus gros qui perdent leur état colloïdal : la floculation se produit avec des agrégats qui tombent (phénomène de sédimentation).
Les cations trivalents ou divalents, en se liant à plusieurs particules d'argile, sont plus efficaces que les ions monovalents qui ne se lient qu'à une particule d'argile et vont en neutraliser les charges de surface. Dans certains conditions (par exemple en présence d'une eau douce et en milieu basique), ces ions monovalents peuvent même se comporter comme des agents défloculants.

### Floculation sur un polymère
La floculation sur polymère met en œuvre deux mécanismes : le premier dit d’adsorption et un second appelé réticulation. Les particules vont venir s’adsorber sur un polymère chimique (floculant), puis le polymère va s’enrouler sur lui-même créant ainsi un floc qui, grâce à un volume plus important et une masse plus grande, va décanter.

## La floculation dans la nature
Les minéraux dissous (ions), la matière organique morte et les bactéries sont des floculants naturels. Ainsi les argiles sont généralement floculées dans les lacs et les cours d'eau.
Lorsque de l'eau douce chargée en argiles et autres particules fines entre en contact avec une masse d'eau salée (chargée en ions bivalents) il y a floculation de ces particules. Le phénomène est particulièrement flagrant dans les estuaires.
En agronomie, la floculation est la formation d'agrégats cimentés de colloïdes et de particules solides du sol par l'intermédiaire de ponts calciques.

## Applications techniques
La floculation est une étape fondamentale du traitement primaire de l'eau (épuration, dépollution, potabilisation), pour laquelle on utilise des agents dits floculants, tels des ions métalliques (fer,aluminium) ou des macromolécules (polyélectrolytes) afin de favoriser l'agrégation des micelles et des matières en suspension.
Le silicate de sodium est utilisé comme défloculant en poterie. C’est-à-dire qu'il permet, par ajout de faibles quantités à la pâte, l'obtention d'une barbotine (argile liquide) avec très peu d'eau.
La floculation est aussi un principe important pour le brassage de bière. Les sédiments et particules en suspension dans la bière en devenir sont décantés par les levures de brassage. Ces flocons ainsi que la levure en hibernation forment ce qu'on appelle la lie.

## Technique d’analyse de la stabilité physique
L’analyse visuelle reste aujourd’hui le test le plus utilisé. L’échantillon est placé dans un
contenant transparent et observé à l’œil nu à intervalle de temps régulier. Le temps de mesure est directement lié à l’application et il peut être de quelques minutes (vinaigrette) à plusieurs mois ou années (crème cosmétique). Si les observations visuelles mettent en évidence une variation de l’homogénéité (changement de couleur, séparation de phase, migration…) supérieur à un niveau acceptable, alors le produit est jugé comme instable et devra être reformulé ou soumis à un changement du procédé de fabrication. 
La norme ISO/TR 13097 résume l’ensemble des techniques disponibles pour suivre la stabilité physique des systèmes dispersés.
Ce document présente :
-      Les mécanismes de déstabilisation : variation de taille de particule, migration, inversion de phase…
-      Les outils de caractérisation (observation visuelle, diffusion de lumière résolue spatialement, acoustique et électroacoustique…)
-      Méthodes d’accélération de la déstabilisation (accélération thermique ou mécanique)
-      Prédiction de la stabilité
La déstabilisation des systèmes colloïdaux est un processus cinétique, quel que soit le test de stabilité choisi (observation visuelle, granulométrie, diffusion de la lumière, rhéologie, potentiel zeta…), l’évolution du ou des paramètres en fonction du temps doit être pris en compte. Le test de stabilité doit donc être répété dans le temps et à un intervalle régulier afin de détecter les variations inhabituelles par rapport à un produit jugé comme stable. Le rapport technique insiste sur l’intérêt d’analyser l’échantillon avec des techniques non destructives et présente les limites des méthodes d’accélérations.

## Méthodes d’accélération pour la prédiction de la durée de vie
Le processus cinétique de déstabilisation peut prendre du temps, d’où l’intérêt des techniques avec une plus grande sensibilité et les méthodes d’accélération. L’élévation de la température est la méthode la plus employée et permet une diminution de la viscosité, augmentation des phénomènes de diffusion/collision… En plus d’augmenter les vitesses de déstabilisation, le stockage à température élevée permet de simuler les conditions de vie d’un produit manufacturé (lors du stockage et transport, les températures peuvent facilement atteindre 40 °C). La température ne doit pas excéder une valeur critique et propre à chaque système (température d’inversion de phase, de dégradation chimique ou d’ébullition) rendant alors ce test non conforme aux conditions réelles. D’autres techniques d’accélération peuvent être utilisées comme la centrifugation, mais doivent être prises avec précaution car les forces exercées sur le système peuvent engendrer des modifications des propriétés originelles de l’échantillon (changement de viscosité, modification du réseau du polymère, ségrégation des particules…) et donc fournir des résultats différents de la réalité.